# فرودگاه کریستیان‌ساند کیویک
فرودگاه کریستیان‌ساند کیویک (به انگلیسی: Kristiansand Airport, Kjevik) (به زبان بومی: Kristiansand/Kjevik Airport) یک فرودگاه همگانی با کد یاتا KRS است که یک باند فرود آسفالت دارد و طول باند آن ۲۰۳۰ متر است. این فرودگاه در شهر کریستیان‌ساند کشور نروژ قرار دارد و در ارتفاع ۱۷ متری از سطح دریا واقع شده است.

## شرکت‌های هواپیمایی و مقصدهای پروازی
| شرکت‌های هواپیمایی                | مقصدهای پروازی                                                                            |
| -------------------------------- | ----------------------------------------------------------------------------------------- |
| چک ایرلاینز                      | فصلی: پراگ رازیون                                                                         |
| هواپیمایی Evelop                 | چارتر فصلی: گرن کناریا، تنریف جنوبی                                                       |
| کاال‌ام اجرا توسط کی‌ال‌ام سیتی‌هاپر | اسخیپول آمستردام                                                                          |
| نروجین ایر شاتل                  | گاردرموئن اسلو                                                                            |
| هواپیمایی اسکاندیناوی            | آلیکانته-الچه، کپنهاگ، گاردرموئن اسلو فصلی: مالاگا چارتر فصلی: خانیا، گرن کناریا، لارناکا |
| ویدروئه                          | فلسلند برگن، کپنهاگ، سولا استاوانگر، ورنس تروندهایم                                       |
| ویز ایر                          | گدایسک لخ والسا                                                                           |